# Banderas (album)
Pour les articles homonymes, voir Banderas.
Albums de L'Algérino
Oriental Dream
(2015) International
(2018)
Singles
1. Banderas
Sortie : 27 avril 2016
2. Panama
Sortie : 31 août 2016

Banderas est le septième album studio du rappeur et chanteur franco-algérien L'Algérino sorti le 28 octobre 2016.

## Liste des pistes
| No  | Titre                    | Auteur             | Compositeur(s) | Durée |
| --- | ------------------------ | ------------------ | -------------- | ----- |
| 1.  | Si tu savais             | L'Algérino         | Zak Cosmos     | 2:57  |
| 2.  | Banderas                 | L'Algérino         | Zak Cosmos     | 2:53  |
| 3.  | Désolé mama              | L'Algérino         | Zak Cosmos     | 3:46  |
| 4.  | Savastano (feat. Alonzo) | L'Algérino, Alonzo | Koston         | 3:48  |
| 5.  | Je m'oublie              | L'Algérino         |                | 2:44  |
| 6.  | Panama                   | L'Algérino         | Koston         | 2:42  |
| 7.  | Miz'amor                 | L'Algérino         | Koston         | 2:45  |
| 8.  | Tié plus mon poto        | L'Algérino         | Koston         | 2:17  |
| 9.  | Seni Seni                | L'Algérino         | Zak Cosmos     | 3:52  |
| 10. | Laissé tomber            | L'Algérino         | Koston         | 3:04  |
| 11. | Dini                     | L'Algérino         | Koston         | 2:54  |
| 12. | Le reste on verra        | L'Algérino         | Zak Cosmos     | 3:00  |
| 13. | L'autoroute de la vie    | L'Algérino         | Enterprise     | 5:24  |

## Clips vidéo
- Banderas : 27 avril 2016
- Panama : 31 août 2016
- Si tu savais : 30 septembre 2016
- Miz'amor : 25 novembre 2016
- Savastano (feat. Alonzo) : 16 décembre 2016

## Classements

### Classements hebdomadaires
| Classement (2016)            | Meilleure position |
| ---------------------------- | ------------------ |
| France (SNEP)                | 15                 |
| Belgique (Wallonie Ultratop) | 34                 |